# 星河
星河（1967年—），原名郭威，北京作家协会专业作家。中国著名科幻作家之一。

## 生平
星河，北京作家协会专业作家。中国作家协会科幻文学委员会委员、中国科普作家协会常务理事、科学文艺委员会主任。
主要从事科幻小说创作，已出版作品数百万字，著有长篇科幻《残缺的磁痕》等20余部，中短篇科幻《聚铁铸错》等多篇，科幻作品集《时空死结》等20余部，科幻电影评述“视觉的冲击”丛书等，主编《中国科幻新生代精品集》、“年度中国科幻小说”（漓江版；自2000年起至今）等作品集。
曾获中宣部“五个一工程”奖、宋庆龄奖、冰心奖、全国优秀科普作品奖、银河奖等诸多奖励。1997年被授予97北京国际科幻大会银河奖。2007年被授予“在科普编创工作方面有突出贡献的科普作家”。2010年荣获第五届北京中青年文艺工作者德艺双馨奖。2012年被评为第五届全国优秀科技工作者（科普作家）。星河是九十年代《科幻世界》杂志的主力作者。1995年，在科幻世界上发表短篇科幻小说《决斗在网络》，是中国有较大影响的“塞伯朋克科幻作品”之一。

## 主要作品
- 短篇：《带心灵去约会》《命殒天涯》《握别在左拳还原之前》《时间足够你爱》《潮啸如枪》
- 中篇：《决斗在网络》《时空死结》（上海科普社2004年出版） 《聚铁铸错》《章鱼》
- 长篇：《网络游戏联军》《月海基地》《太空城》《寻找记忆》《残缺的磁痕》